# Elektronenkühlung

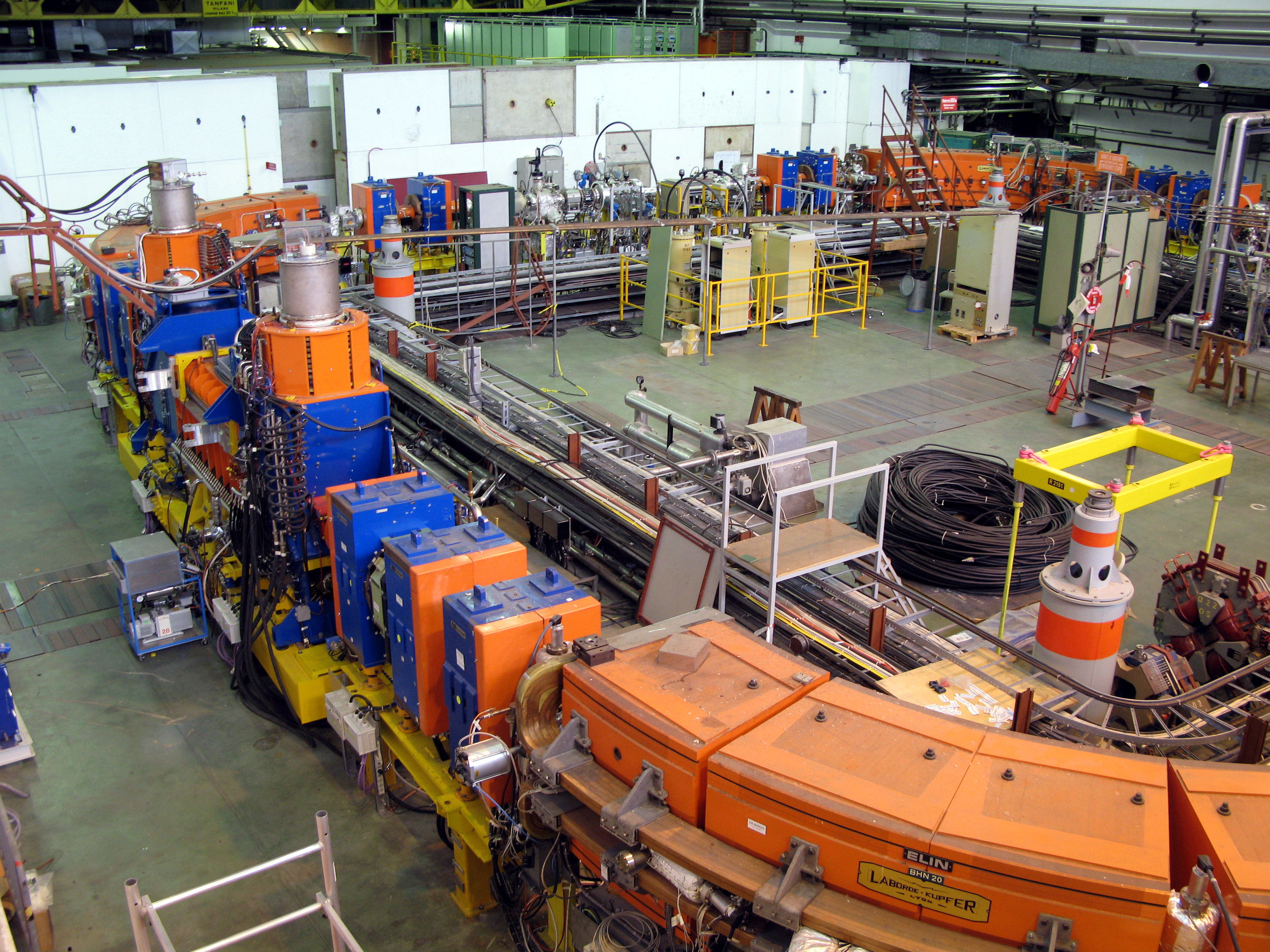
Elektronenkühler (links im Bild) im Low Energy Ion Ring (LEIR) am CERN. Die Elektronenquelle und Elektronenauffangeinrichtung befinden sich in den oben angeordneten silbernen Zylindern

Die Elektronenkühlung ist ein Verfahren, um einen Strahl in einem Teilchenbeschleuniger mittels eines Elektronenstrahls zu kühlen, d. h. die Größe der Teilchenpakete im Phasenraum bzw. die Emittanz zu verkleinern. Dabei muss die Masse der Teilchen des zu kühlenden Strahls größer als die Elektronenmasse sein.

## Geschichte
Im Jahr 1966 wurde von Gersch Izkowitsch Budker die Elektronenkühlung als ein Verfahren zur Dämpfung von Oszillationen eines Protonenstrahls in einem Speicherring vorgeschlagen.
Erstmals demonstriert wurde die Elektronenkühlung im Jahr 1974 am „NAP-M“-Speicherring im Budker-Institut für Kernphysik (BINP) in Akademgorodok.
Am CERN wurde eine erste Anlage im Jahr 1977 errichtet.
Heutzutage kommt die Elektronenkühlung in vielen Synchrotron-Teilchenbeschleunigern und Speicherringen zum Einsatz.

## Funktionsweise
Mit einer Elektronenquelle wird ein Elektronenstrahl erzeugt. Dieser Strahl wird durch ein statisches elektrisches Feld beschleunigt. Im Potential des beschleunigenden elektrischen Felds werden alle Elektronen unabhängig von ihrem genauen Weg um den gleichen Betrag beschleunigt. Das bedeutet, dass die Geschwindigkeitsverteilung der Elektronen sehr schmal ist. Der Elektronenstrahl wird so weit beschleunigt, dass die Geschwindigkeit seiner Elektronen mit der mittleren Geschwindigkeit der Teilchen im Teilchenstrahl übereinstimmt.
Nach der Beschleunigung wird der Elektronenstrahl mit Hilfe von Magnetfeldern mit dem Teilchenstrahl überlagert. In einer geraden Flugstrecke stoßen gehäuft solche Teilchen an die Elektronen, die nicht mit dem Elektronenstrom mitschwimmen. Durch diese Stöße kommt es zur Impulsabgabe an die Elektronen und damit zur Kühlung des Strahls. Nach einigen Metern gemeinsamer Flugstrecke werden die Elektronen ausgekoppelt und aufgefangen.
Der zu kühlende Teilchenstrahl kann mittels Elektronenkühlung nur soweit abgekühlt werden, bis dieser mit dem Elektronenstrahl im thermischen Gleichgewicht steht.
Die Energie, um Elektronen der Masse {\displaystyle m_{e}} auf die gleiche Geschwindigkeit wie Partikel der Masse {\displaystyle m_{p}} und der Energie {\displaystyle E_{p}} zu beschleunigen ist {\displaystyle E_{e}={\frac {m_{e}}{m_{p}}}E_{p}}.

## Nutzung
Die Elektronenkühlung ist ein wichtiges Hilfsmittel bei der Erzeugung von Antimaterie, so bietet am Antiproton Decelerator im CERN die Elektronenkühlung eine höhere Kühlrate als die stochastische Kühlung.
Der Einsatz in Vorbeschleunigern ist ebenfalls weit verbreitet, beispielsweise werden so im Low Energy Ion Ring (LEIR) Blei-Ionen für den Large Hadron Collider (LHC) bereitgestellt.
Weitere Anwendung findet die Elektronenkühlung bei der Verbesserung der Strahlqualität, etwa am Kühlersynchrotron COSY.
Der Einsatz der Elektronenkühlung wird durch die zur Beschleunigung der Elektronen nötige Energie eingeschränkt, so waren in bisherigen Elektronenkühler-Anlagen Elektronenenergien von bis zu maximal 300 keV üblich, entsprechend einer Protonenenergie von 550 MeV.
Bei höheren Geschwindigkeiten kam daher die stochastische Kühlung zum Einsatz.
Die größte Anlage befindet sich am Fermi National Accelerator Laboratory. Dort werden seit Mitte Juli 2005 auf einer 20 m langen Kühlstrecke Antiprotonen mit einer Energie von bis zu 8 GeV durch Elektronen mit einer maximalen Elektronenenergie von 4,3 MeV gekühlt. Im Betrieb fließt ein Strom bis zu 0,5 A.